# María Eugenia Rojas
María Eugenia Rojas de Moreno (Vélez (Santander), 6 de octubre de 1932), conocida también con el apodo de La Capitana, es una política, activista social y militar en retiro colombiana. 
Rojas es más ampliamente conocida por ser la hija del expresidente de Colombia, Gustavo Rojas Pinilla, quien ejerció como dictador de ese país entre 1953 y 1957. Su paso por la presidencia fue clave en muchos sectores de la sociedad colombiana, incluyendo la aprobación del voto femenino, donde María Eugenia y su madre fueron las primeras mujeres colombianas en estar ceduladas y en votar. 
Se le llamó La Capitana, ya que durante el gobierno de su padre fue la primera mujer en ingresar a las fuerzas armadas, alcanzando el grado de capitán a mediados de los 50. También colaboró con su padre en varias actividades sociales, aún sin ser la primera dama de la Nación. También fue la primera mujer latinoamericana en ejercer un cargo público, en virtud a su padre.
Luego de la renuncia y exilio de su padre, él regresó a Colombia en 1959, donde fue degradado y condenado a perder sus derechos políticos. Sin embargo, en 1962, luego de que la Corte Suprema de Justicia lo declarara inocente, Rojas a través de su hija fundó el partido Anapo, con el cual María Eugenia se convirtió en congresista y una de las líderes de oposición al bipartidismo más importantes de la época.
Fue jefa de campaña de la candidatura de su padre en 1970, logrando que por un estrecho margen estuviera a punto de regresar a la presidencia, y alimentó el rumor de que su padre había sido víctima de un fraude electoral, apoyándose en hechos reales muy disientes. En 1974 ella misma fue elegida por unanimidad por su partido como candidata a la presidencia, siendo derrotada por otros dos candidatos que había sido hijos de expresidentes. 
A la muerte de su padre, Rojas se convirtió en la directora de la Anapo, y siguió teniendo abierta influencia en la sociedad colombiana. En 1988 intentó ganar la alcaldía de Bogotá, y regresó al congreso, habiendo sido concejal de Bogotá a principios de los años 80. A finales de los años 90 fusionó su partido con otros movimientos de izquierda, para fundar en 2003 el Polo Democrático Alternativo, partido al que estuvo vinculada hasta su retiro definitivo de la política. 
En el Polo alentó la candidatura de su hijo Samuel Moreno a la alcaldía de Bogotá, luego de 4 años de gobierno alternativo en la ciudad. Pese a que Moreno logró la alcaldía, éste cayó en desgracia por escándalos de corrupción y terminó preso hasta su muerte en 2023.
María Eugenia es considerada una de las mujeres más poderosas de la sociedad colombiana, además de ser pionera en la defensa de los derechos de las mujeres y como representante del populismo de izquierda en Latinoamérica. 

## Biografía
María Eugenia Rojas Correa nació el 6 de octubre de 1932, en el municipio de Vélez, en Santander, Colombia. Es hija del militar Gustavo Rojas Pinilla y de Carolina Correa Londoño, llamada Doña Carola.
Estudió en el colegio de las Esclavas del Sagrado Corazón de Jesús en Bogotá, y luego se ingresó a las universidades de Trinity College, en Washington y Tulane University, en Nueva Orleans. Tras realizar estudios universitarios en Estados Unidos, María Eugenia Rojas regresó al país poco antes de que su padre se convirtiera en presidente, en 1953.

### Carrera militar

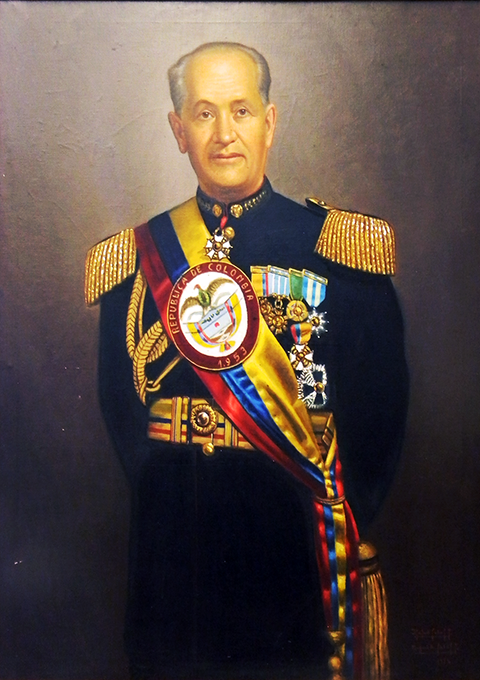
Retrato presidencial de su padre Gustavo Rojas Pinilla.

Su padre llegó a ser presidente de Colombia, cuando el 13 de junio de 1953 le dio golpe de Estado al designado Roberto Urdaneta, quien ese día iba a entregarle el poder al titular Laureano Gómez, ausente desde el 5 de noviembre de 1951 por enfermedad.
Como hija del presidente Rojas, María Eugenia fue la primera mujer en ingresar a la Policía Nacional de Colombia y recibió el grado de teniente segundo honoraria el 5 de noviembre de 1953, y luego por la Resolución 3256, fue ascendida al grado de Teniente segundo.
Fue piloto de helicóptero y gestora de la policía cuando fue ascendida a Capitán. Se le dio entonces el apodo de "La Capitana", o La Capitana del Pueblo, pues además de ostentar su grado, era la hija del General Rojas.

#### Incidente de la Santamaría
Un paso en falso de María Eugenia, el 19 de enero de 1956, derivó en el extremismo de su padre para con la opinión pública, puesto que fue abucheada junto con su esposo en la Plaza de Toros de Santamaría. Según las crónicas, los Moreno Rojas asisitieron a una corrida de toros en la plaza, donde también estaba presentes los periodistas Alberto Lleras Camargo y Hernando Santos Castillo.
Pese a que el presidente Rojas no estaba presente el día del incidente, llegó a sus oídos lo sucedido y visiblemente molesto ordenó el asesinato de los asistentes al evento una semana después en lo que llegó a conocerse como "La Masacre de la Santamaría", y con ello el comienzo de la pérdida de su popularidad. Rojas expresó el incidente asíː

"Llegamos con mi esposo a la Plaza de Santamaría de Bogotá en medio de una gran expectativa creada, no tanto por el espectáculo en sí mismo, sino por las reacciones de orden político que en esos eventos se presentan."
María Eugenia Rojas

### Trayectoria política
Durante el gobierno de su padre alternó su carrera militar con la actividad política. Dirigió la Secretaría Nacional de Asistencia Social (Sendas) entre 1954 y 1957. Su trabajo derivó en la consagración de la cedulación a las mujeres, siendo su madre la primera beneficiaria de la medida.

Tras la renuncia forzosa de su padre a la presidencia, en mayo de 1957, la familia se vio obligada a salir del país por la presión política y la persecución en contra de Rojas que adelantaron los partidos políticos tradicionales. De hecho, a Rojas se le degradó y fue condenado a perder sus derechos políticos y con ello, la oportunidad de participar en política. 

Bandera de la ANAPO

Restituídos los derechos de su padre, Rojas ganó una curul en el Congreso como representante a la Cámara entre 1962 y 1964, y luego como senadora entre 1966 y 1974. Durante estos años ayudó al fortalecimiento de la Alianza Nacional Popular, Anapo, nueva plataforma política de su padre que fundó en 1961.
Rojas apoyó las campañas presidenciales de su padre, la primera en 1962 donde quedó de 4 lugar, y la segunda en 1970, cuando estuvo a punto de ganar las elecciones, perdiendo por un presunto fraude fraguado por el gobierno y que le dio la victoria al oficialista Misael Pastrana el 19 de abril de 1970. También apoyó la José Jaramillo Giraldo, quien quedó en segundo lugar en contra de Carlos Lleras Restrepo, en 1966, lo que posicionó al partido como fuerza de oposición al Frente Nacional. 

#### Candidatura presidencial
Ya para 1974, a raíz de la débil salud de su padre, Rojas adquirió importancia en la dirección de la Anapo, cambiando su plataforma y dirigiéndo el movimiento al populismo y la izquierda. Estas posturas le trajeron simpatía del grupo guerrillero M-19 que apenas estaba surgiendo por esos días, y que se adjudicaban la defensa de la candidatura de Rojas en 1970 en contra de la victoria de Pastrana. Pese a gozar de ése apoyo, ninguno de los Rojas estuvo de acuerdo con la simpatía de esa guerrilla por el partido ANAPO.
Fue la primera mujer que se presentó a unas elecciones presidenciales, perdiendo en el tercer lugar contra Álvaro Gómez, hijo de Laureano Gómez, a quien el padre de María Eugenia dio golpe de Estado, y contra Alfonso López Michelsen, hijo de López Pumarejo, y a la postre, vencedor de la contienda. La votación que obtuvo, si bien era considerable para una mujer en aquella época, no era comparable con la que su padre habría podido canalizar en 1970. La baja votación que recibió dejó claro que la ANAPO había perdido el apoyo popular, en parte por la aceptación pacífica de la derrota en 1970.

#### Dirección de la Anapo
Terminada las elecciones Rojas se retiró del Congreso. En 1975 falleció su padre y le correspondió asumir la dirección total del partido. 
Durante 16 años, desde 1982, fue concejala de Bogotá. Ese año apoyó la candidatura presidencial del conservador Belisario Betancourt que terminó ganando la presidencia, pero que terminó por fragmentar a la Anapo por la diferencia de criterios, ya que los más radicales consideraban una traición del partido adherirse a un partido tradicional. 
Entre 1982 y 1987 fue directora del Instituto de Crédito Territorial. En 1988 presentó su candidatura a la Alcaldía de Bogotá con altos índices de popularidad, que curiosamente perdió contra el hijo de Misael Pastrana, el mismo político que venció a su padre en 1970ː Andrés Pastrana Arango, siendo, además, la primera mujer en aspirar a ocupar ese cargo. 
En 1990 se unió a los desmovilizados el M-19 para cofundar el partido Alianza Democrática M-19, apoyando la candidatura presidencial de Carlos Pizarro, quien fue asesinado en campaña. También apoyó al partido durante la Asamblea Constituyente de 1991, donde la AD-M19 quedó en segundo lugar; de hecho el partido impuso a su delegado, Antonio Navarro, como uno de los tres presidentes de la Asamblea. El resultado fue la Constitución de 1991.
Durante casi veinte años fue directora nacional de la Anapo, hasta que su hijo Samuel Moreno la sustituyó en 1994, y desde entonces se retiró de la política. Su hijo apoyó la candidatura presidencial de Navarro. En 2000 Rojas impulsó la elección de su hijo Iván a la alcaldía de Bucaramanga. Tras resultar electo, Rojas ejerció como primera dama de la ciudad. 
En 2002, su partido y la AD-M19 se fusionaron en una coalición llamada Polo Democrático Independiente, que luego se conoció como Polo Democrático Alternativo. Con ese partido Rojas apoyó la candidatura presidencial de Luis Eduardo Garzón, quien luego resultó elegido en la alcaldía de Bogotá en 2004. El éxito cosechado por Garzón le permitió al hijo de Rojas, Samuel Moreno, ganar la alcaldía en 2008.
Actualmente, Rojas está retirada definitivamente de la política, y apoyando a sus hijos, quienes están implicados en actos de corrupción ya que ambos dedicados a la actividad política y quienes fueron condenados por su participación en el caso de corrupción política del Carrusel de la contratación en Bogotá que, entre otras obras, afectó la adecuación de la calle 26 para la Fase III de TransMilenio.

## Familia
María Eugenia es la única hija del militar, ingeniero y político colombiano Gustavo Rojas Pinilla, y de su esposa Carolina Correo Londoño, siendo hermana del político Gustavo Rojas y el empresario Carlos Rojas Correa. 
Su padre era hermano del médico Carlos Rojas, y ambos, a su vez, eran hijos del coronel Julio Rojas Jiménez, veterano de la Guerra de los Mil Días. Carlos, su tío, era el padre del escritor español Carlos Rojas Vila, fallecido en 2020. Por su parte su hermano Carlos es el padre del economista Julián Rojas Sarmiento, vicepresidente del Banco de Bogotá, quien también es nieto de Luis Carlos Sarmiento Angulo.

### Matrimonio y descendencia
Rojas estuvo casada con Samuel Moreno Díaz con quien tuvo a sus dos hijos, Samuel Gustavo, fallecido en febrero de 2023, y Néstor Iván Moreno Rojas.